# Gymnanthes integra
Gymnanthes integra är en törelväxtart som beskrevs av William Fawcett och Alfred Barton Rendle. Gymnanthes integra ingår i släktet Gymnanthes och familjen törelväxter. IUCN kategoriserar arten globalt som nära hotad.
Artens utbredningsområde är Jamaica. Inga underarter finns listade i Catalogue of Life.